# Palacio del Canto del Pico

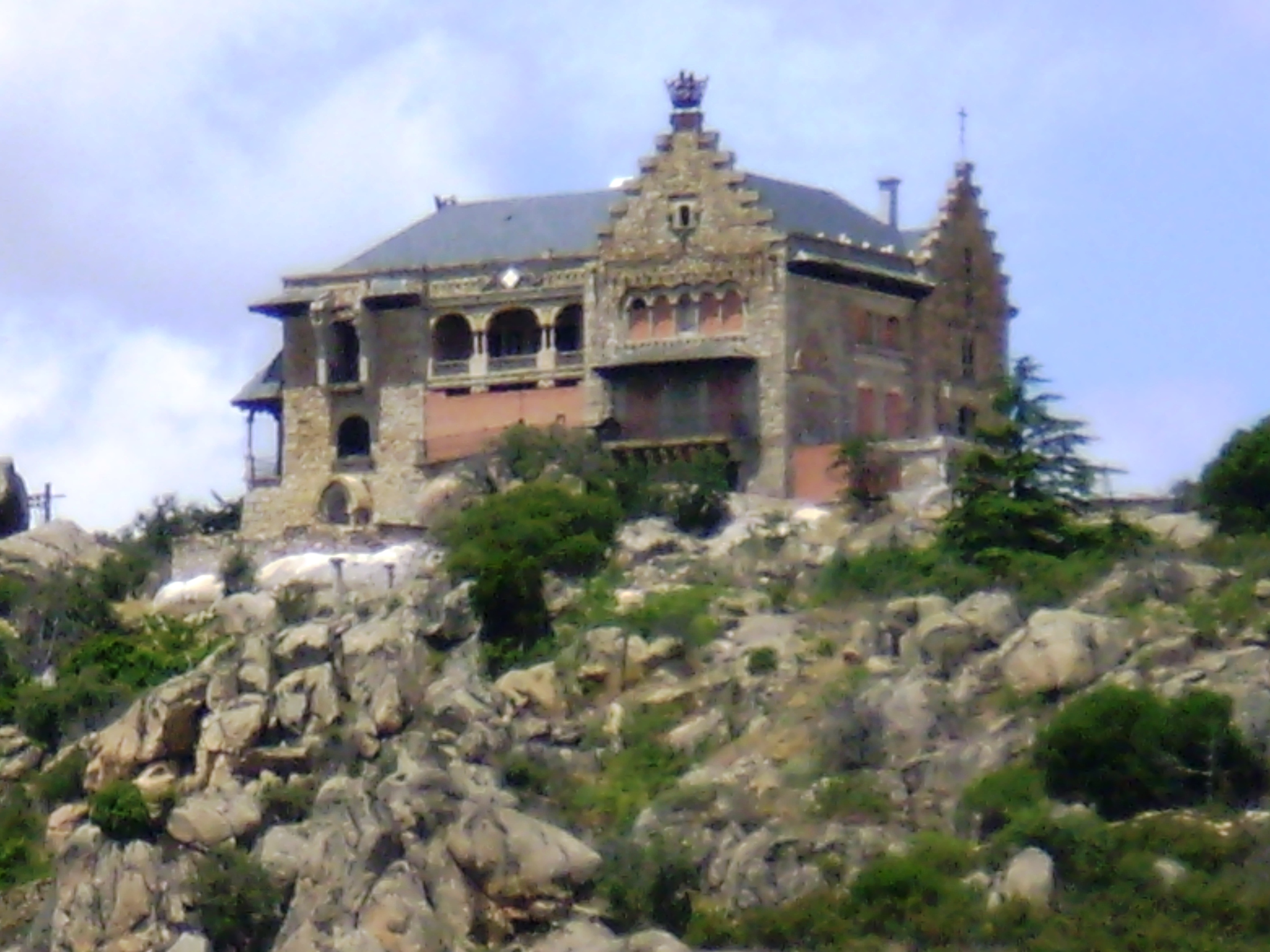
Vista do Palacio del Canto del Pico.

O Palacio del Canto del Pico é um edifício de princípios do século XX situado no município espanhol de Torrelodones, na parte noroeste da Comunidade de Madrid. Foi construído em 1920 como casa-museu, para albergar a colecção de arte de José María del Palacio y Abárzuza, terceiro Conde de Las Almenas e primeiro Marquês del Llano de San Javier, seu promotor, autor do projecto e proprietário inicial.
Em 1930, foi declarado Monumento Histórico Artístico e, em 1985, o seu ambiente envolvente foi incorporado no Parque Regional de la Cuenca Alta del Manzanares. Figura na Lista vermelha de património em perigo, que a associação Hispania Nostra começou a elaborar em 2006, dado o seu delicado estado de conservação.

## Localização e meio físico
O palácio está encravado a 1.011 metros de altitude, no ponto mais elevado do limite municipal de Torrelodones. Coroa o alto de uma montanha granítica, pertencente geologicamente à Sierra del Hoyo, um monte-ilha da Sierra de Guadarrama.
Encontra-se no centro duma propriedade com 100 hectares de área e 9 km de perímetro, povoada de árvores e arbustos característicos da vegetação mediterrânica, entre os cabe destacar a azinheira e o sobreiro. O lugar apresenta um relevo bastante acidentado e está sulcado, pelo lado oeste, pelo riacho da Torre, afluente pela direita do Rio Guadarrama.
Tem acesso pela Autovía del Noroeste (Madrid-Corunha), no seu quilómetro 29, de onde parte a estrada M-618, que bordeja por leste o limite oriental da propriedade.

## Toponímia
O edifício toma o seu nome dum rochedo de granito com forma de bico de ave, que se encontra nas suas proximidades. A montanha sobre a qual assenta também é conhecida como Canto del Pico, assim como a propriedade em que se integra.

## Historia

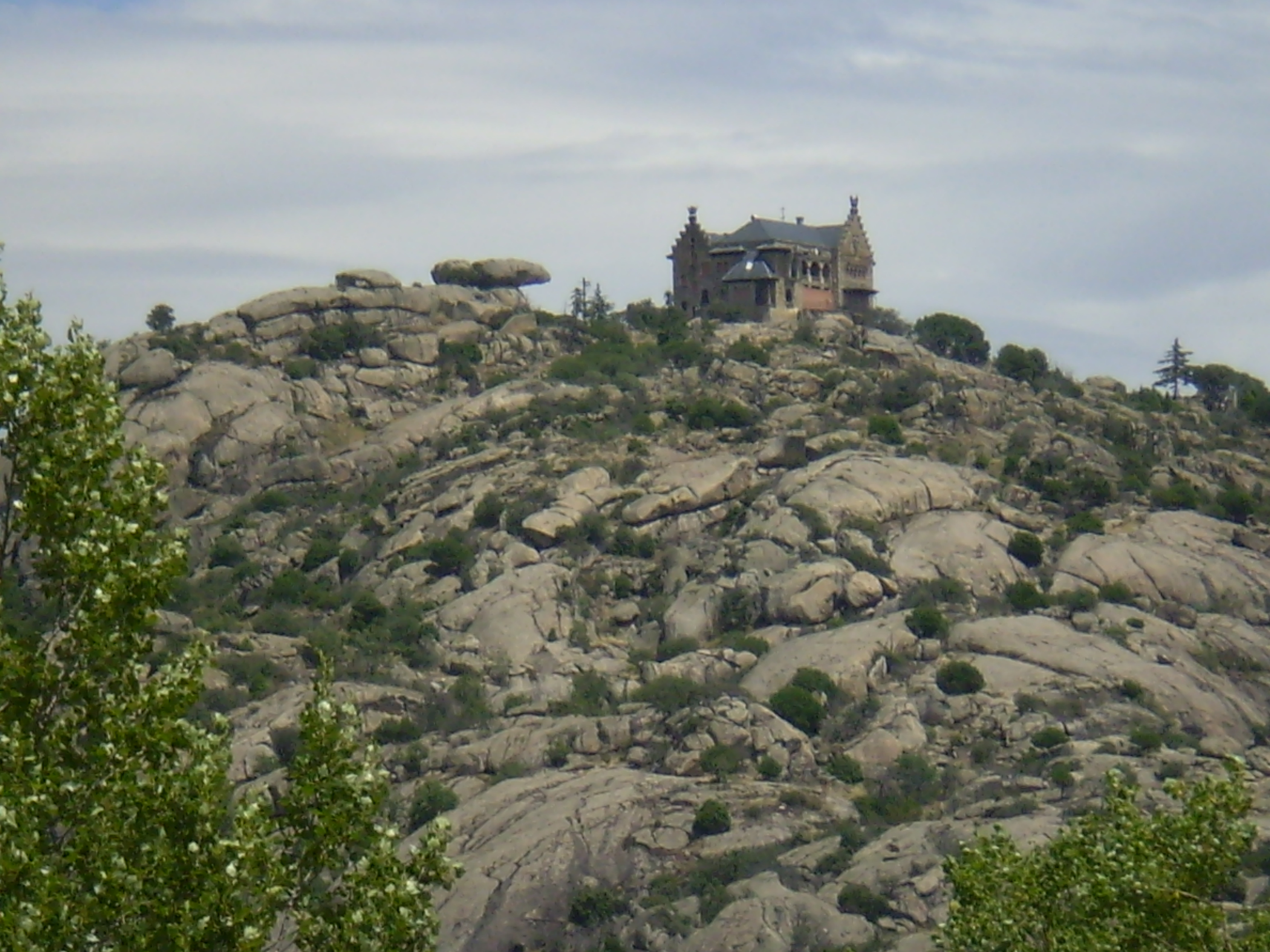
Enclave do palácio, no alto da montanha do mesmo nome, a mais de 1.000 metros de altitude, a altura máxima Torrelodones.

O Palácio del Canto del Pico deve-se a um projecto pessoal de José María del Palacio y Abárzuza, Conde de las Almenas, no qual não interveio qualquer arquitecto. As obras foram realizadas por mestres pedreiros da zona e estendera-se de 1920 a 1922.
A tradição afirma que o aristocrata elegeu a sua localização por recomendações médicas, pois acreditava-se que o lugar possuía fortes concentrações de raios ultravioleta, supostamente benéficos para a saúde.
Pelo palácio desfilaram numerosas personalidades históricas. Nele faleceu o estadista Antonio Maura (1853-1925), que residia numa mansão vizinha, denominada El Pendolero. Numa das suas visitas ao lugar, morreu repentinamente enquanto descia por umas escadas, segundo se recorda numa placa comemorativa, instalada no interior do edifício ("Descendo por esta escada, ascendeu ao céu dom António Maura" - Bajando por esta escalera, ascendió al cielo don Antonio Maura).
Durante a Guerra Civil Espanhola, o Canto del Pico foi sede do Comando Militar Republicano e serviu de quartel a Indalecio Prieto (1883-1962) e ao General Miaja (1878-1958), que dirigiram a Batalha de Brunete a partir dali.
Finalizada a contenda, o seu proprietário, o Conde de las Almenas, ofereceu a propriedade e o palácio a Francisco Franco Bahamonde (1892-1975), que o utilizava como refúgio quando os serviços de informação do regime alertava sobre a possibilidade de algum atentado. Também recorria à propriedade como lugar de recreio, onde chegou a criar uma granja de ovelhas, galinhas e abelhas, que cuidava em colaboração com o guarda.
Depois da morte de Franco, a propriedade passou para os seus herdeiros. A sua neta, María del Mar Martínez-Bordiú, e o jornalista Jimmy Giménez Arnau fixaram ali a sua residência nos finais da década de 1970, depois de contrairem matrimónio.
Nas décadas de 1980 e 1990, o palácio ficou abandonado e foram frequentes os actos de vandalismo e de rapina. Em 1988, Carmen Franco Polo, filha do ditador, vendeu a propriedade à companhia Stoyom Holding Limited (SHL) por 320 milhões de pesetas, que tinha previsto a sua conversão num hotel de luxo. No entanto, tal empresa nunca concretizou tais planos.
Em 1998, um incêndio destruiu as cobertas e perdeu-se praticamente toda a colecção artística conservada no interior.
Em 1999, depois dum acordo com a empresa britânica SHL, proprietária do Palacio del Canto del Pico, foi resolvida a devolução do claustro gótico do mosteiro cisterciense de Santa María de la Valldigna, situado na localidade valenciana de Simat de la Valldigna, ao seu enlave original, de onde foi mandado transferir em 1920 pelo Conde de las Almenas, José del Palacio y Abazarzazu, um enamorado da arte gótica, para depositá-lo no seu Palacio del Canto del Pico. O mosteiro havia sido abandonado pelos monjes e vendido a particulares depois da Desamortização de Mendizábal de 1835.
Em 2003, a Generalidade Valenciana comprou, por um milhão de euros, o claustro à SHL e, depois de ser aprovada a sua desmontagem pelo Ayuntamiento de Torrelodones, no dia 29 de Dezembro de 2006, foi devolvido ao seu lugar original no dia 29 de Janeiro de 2007.
Em 2004, a Comunidade de Madrid resolveu cancelar a declaração como monumento do Canto del Pico, rebaixando-o à categoria de Bem de Interesse Cultural.
Em 2005, o Ayuntamiento de Torrelodones anunciou a assinatura dum acordo com a empresa proprietária, mediante o qual se contempla que o edifício possa passar para mãos municipais. As autoridades locais procederam, então, à reposição das coberturas e à selagem de portas e janelas, com o objectivo de evitar o vandalismo.

## Descrição
O palácio não possui nenhum estilo arquitectónico concreto, embora se percebam certos toques modernistas. Foi construído como casa-museu, para conservar a colecção de peças artísticas e arqueológicas do Conde de Las Almenas, muitas das quais ficaram integradas dentro da estrutura.
O edifício albergou elementos arquitectónicos e decorativos representativos da arte espanhola do século XII ao XVII. Entre eles, cabe destacar colunas e capitéis góticos procedentes do Castillo de Curiel de Duero, portas trazidas do Convento de las Salesas Reales de Madrid, tectos de carpintaría de Curiel de Duero, Toledo e Teruel e diferentes motivos ornamentais das Colegiadas de Logroño e Seo de Urgel.
Como já foi dito, no palácio também se exibia o claustro gótico da Casa do Abade do mosteiro cisterciense de Santa María de la Valldigna, (Simat de la Valldigna, Província de Valência), que estava instalado junto à fachada oriental. Depois dum longo processo de reclamações por por parte da Generalidade Valenciana, iniciado en 1998 e culminado em 2006 com a sua compra à empresa proprietária, foi transferido, em 2007, para o seu lugar de origem, sem deixar réplica do mesmo no palácio.
A uns 500 metros do edifício, encontram-se as ruínas do jardim, igualmente concebido e projectado por José María del Palacio y Abárzuza, onde também foram depositadas diferentes peças arquitectónicas pertencentes à colecção de arte do conde.
O resto da propriedade oferece um aspecto agreste, embora também tenha sido objecto de diferentes intervenções, consistindo em inscrições, bancos, escadas e miradores talhados na rocha.